# Hamit Kaplan
Hamit Kaplan (Hamamözü, Amásia, 20 de setembro de 1934 — Çorum, Çorum, 5 de janeiro de 1976) foi um lutador de luta livre turco.

## Carreira
Foi vencedor da medalha de ouro na categoria de mais de 87 kg em Melbourne 1956.
Foi vencedor da medalha de prata na categoria de mais de 87 kg em Roma 1960.
Foi vencedor da medalha de bronze na categoria de mais de 97 kg em Tóquio 1964.